# Mesocapromys auritus
Mesocapromys auritus (хутія вухата) — вид гризунів родини хутієвих. Поширення обмежується островом Кайо Фрагосо, Куба; загальне число дорослих особин становить менше 2 500. Живе у мангрових заростях, де серед коріння знаходить притулок.